# Dancing Pallbearers
Os Dancing Pallbearers, também conhecidos por vários nomes, incluindo Dancing Coffin, Coffin Dancers e Coffin Dance Meme (em português: dançarinos do meme do caixão, carregadores de caixão dançarinos ou simplesmente meme do caixão), são um grupo ganense de carregadores de caixão da cidade costeira de Prampram, na região da Grande Acra, no sul do Gana. Eles são chamados localmente como Nana Otafrija Pallbearing and Waiting Service ou Dada awu.
O grupo inicialmente ganhou atenção mundial através de uma reportagem da BBC em 2017. As imagens se tornaram parte de um meme da Internet após a pandemia de COVID-19 no início de 2020.

## Origem
Os Dancing Pallbearers são liderados por Benjamin Aidoo, que iniciou o grupo como um serviço regular de carregadores de caixão. Mais tarde, ele teve a ideia de adicionar coreografia ao seu trabalho de carregar paletes. São cobradas taxas extras pela dança do caixão durante um funeral. Os Dancing Pallbearers ganharam destaque pela primeira vez em 2017, quando foram apresentados em uma reportagem da BBC News.

## Na cultura popular
No final de março de 2020, um youtuber chamado "DigiNeko" enviou o vídeo para o YouTube e, em seguida, muitos memes apareceram na Internet. Em abril, o grupo se tornou alvo de um meme de humor negro da internet quando vídeos de pessoas sofrendo vários contratempos, seguidos por clipes de pessoas que dançavam com caixões (implicitamente vítimas dos clipes anteriores), foram amplamente enviados para o Reddit, YouTube e TikTok. Os clipes geralmente são combinados com a música "Astronomia", do artista musical russo Tony Igy, e remixados pela dupla holandesa Vicetone, embora outros usem "You Know I'm Go Get", do DJ Haning e Rizky Ayuba (uma versão remixada da música "Finally Found You", de Enrique Iglesias) ou "Trouble Is a Friend", de Lenka. Muitos usos desse meme são comumente associados à pandemia de COVID-19, que estava em andamento quando o meme se tornou popular.
A música "Welcome To Ibiza", de DJ Tiesto, também está associada ao tema do meme.
No Brasil, o meme foi trazido às ruas, quando uma imagem de outdoor com os dançarinos do caixão foi exibida com a legenda "fique em casa ou dance conosco". Em maio, o grupo lançou um vídeo em que capitalizava a frase, incentivando os espectadores a "ficar em casa ou dançar conosco".
Os líderes do partido libertário na Geórgia "Girchi" vestiram roupas tradicionais da Geórgia, Chokha, e fizeram sua própria versão do vídeo.
Em maio de 2020, o então Presidente dos Estados Unidos, Donald Trump, compartilhou um vídeo editado dos carregadores de caixões dançando carregando um caixão em suas mídias sociais em resposta a uma observação controversa de Joe Biden.